# Signe de Kehr
Le signe de Kehr est caractérisé par une douleur projetée à l'épaule. Elle résulte d'une irritation sous-diaphragmatique homo-latérale à la douleur scapulaire, quelle qu’en soit la cause (rupture de rate, lésion hépatique, abcès sous phrénique...).
Ainsi, un signe de Kehr au niveau de l'épaule gauche est un signe classique de rupture de rate.
Cette douleur projetée au niveau claviculaire s'explique par le fait que les nerfs phréniques (innervant le diaphragme) et les nerfs supra claviculaires ont la même origine nerveuse au niveau de C3-C4.

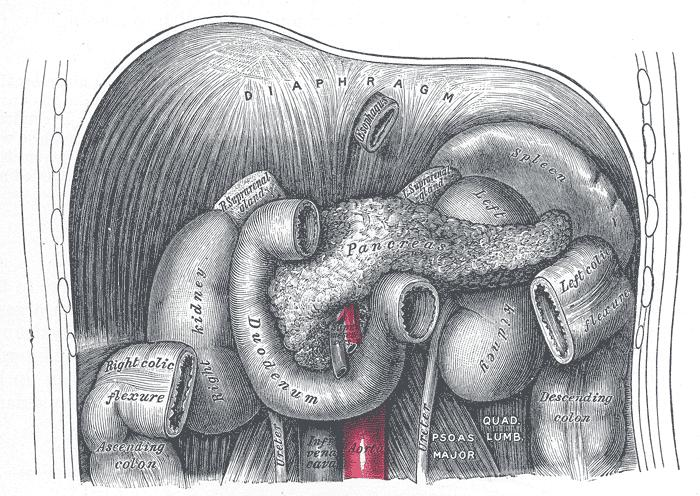
Organes sous-diaphragmatiques.
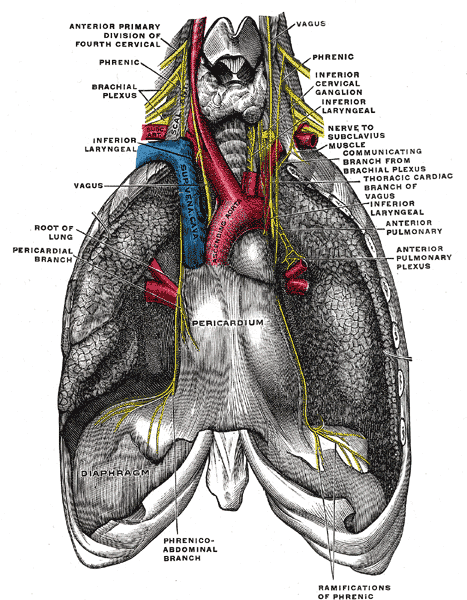
Nerf phrénique et ses branches.